# Tratado de El Pardo (1778)

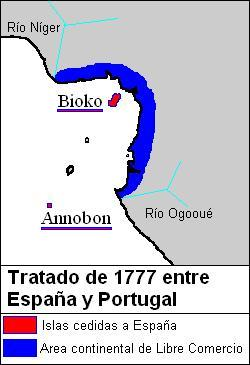
Mapa que muestra el reparto entre Portugal y España de 1777, ratificado en 1778.

El Tratado de El Pardo fue firmado el 11 de marzo de 1778 entre la reina María I de Portugal y el rey Carlos III de España. El tratado tenía como finalidad concretar el Tratado de San Ildefonso (1777) que resolvía las disputas territoriales de larga duración surgidas por la no observancia de los términos del tratado de Tordesillas. En particular, la disputa sobre el extremo sur del avance portugués en la región de Misiones Orientales, el actual Uruguay y partes de Paraguay había llevado a la Guerra Fantástica (1761-1763) y a la guerra hispano-portuguesa de 1776-1777.

Evolución de las posesiones y reclamaciones españolas en el Golfo de Guinea (1778-1968).

El principal problema era la penetración de los bandeirantes portugueses al interior del continente sudamericano, en violación de la división impuesta por el tratado de Tordesillas. El nuevo tratado reconocía el principio de uti possidetis, que ya se había aplicado en tratados anteriores. Así, se dio el reconocimiento del dominio portugués sobre vastas zonas del actual Brasil, a pesar de que España se había mantenido fuera de África en observancia de lo acordado en el tratado de Tordesillas. 
En compensación, la reina María aceptó ceder la isla de Annobón, y un vago derecho de asentamiento y comercio en la isla de Bioko, y las costas opuestas a la misma en el Golfo de Guinea. El objetivo de los españoles era fundar un puerto esclavista desde el que poder llevar a cabo la trata directamente. Esta isla (llamada Fernando Poo durante el dominio colonial) fue oficialmente renombrada y reconocida como Bioko.